# Xanthopimpla bilateralis
Xanthopimpla bilateralis är en stekelart som beskrevs av Chao 1997. Xanthopimpla bilateralis ingår i släktet Xanthopimpla och familjen brokparasitsteklar. Inga underarter finns listade i Catalogue of Life.